# Свобода слова в Азербайджане
| Высокий | Средний | Низкий |

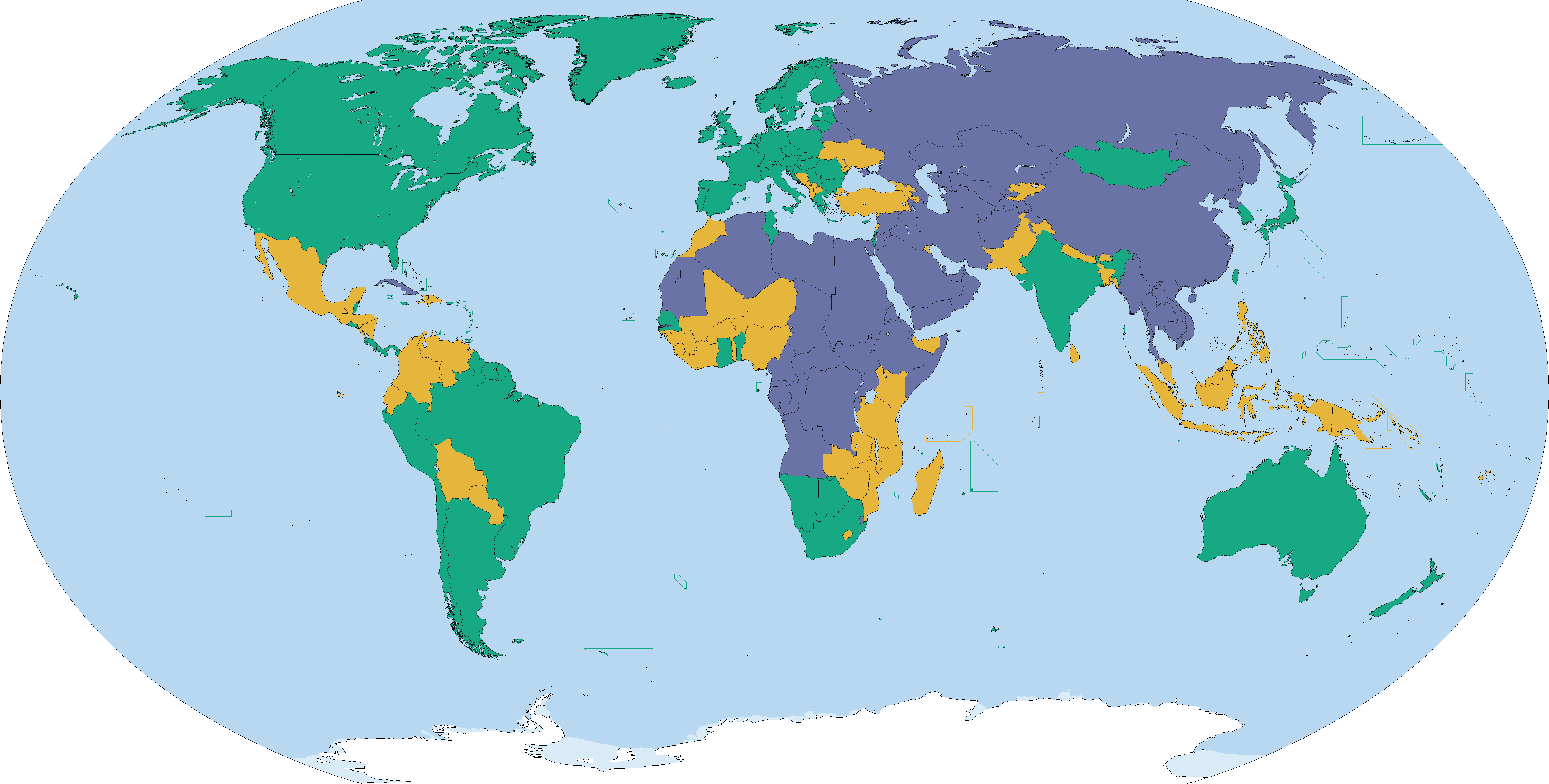
Мировая карта, показывающая уровень свободы прессы по версии Freedom House

Свобо́да сло́ва в Азербайджа́не — право свободно искать, получать, передавать, производить и распространять информацию любым законным способом. Данное право гарантированно конституцией Азербайджана (Статья 47 «Свобода мысли и слова»).

## Правовые основы

### Конституционные нормы и международные договоры
Согласно статье 47 Конституции Азербайджанской Республики «Свобода мысли и слова»:
I. Каждый обладает правом на свободу мысли и слова.
II. Никого нельзя принудить обнародовать свои мысли и убеждения или отказаться от своих мыслей и убеждений.
III. Не допускаются агитация и пропаганда, возбуждающие расовую, национальную, религиозную и социальную рознь и вражду.
Согласно статье 50 Конституции Азербайджанской Республики «Свобода информации»:
I. Каждый обладает свободой законным путём искать, приобретать, передавать, составлять и распространять информацию.
II. Гарантируется свобода массовой информации. Запрещается государственная цензура в средствах массовой информации, в том числе в печати.
III. Каждому гарантируется право опровергать опубликованную в средствах массовой информации информацию, нарушающую его права или наносящую ущерб его интересам, либо отвечать на неё.

## История свободы слова в Азербайджане
По словам Ильхама Алиева: «В Азербайджане максимально обеспечивается свобода слова».
16 декабря 2009 года Европарламент принял резолюцию «О свободе выражений в Азербайджане».
На момент середины 2018 года в стране недоступна большая часть местных независимых и неправительственных СМИ.
На момент 2020 года Азербайджан отключил интернет в стране во время Карабахской войны
В 2020 году также не дал аккредитацию иностранным журналистам в зоне Карабахского конфликта

## Мнения международных правозащитных организаций
По отчёту «Комитета защиты журналистов» Азербайджан входит в десятку стран мира по числу арестов журналистов. Комитет по защите журналистов заявил, что обвинения против многих журналистов были сфабрикованны и политизированны. Вот некоторые из случаев:
- Рамин Байрамов был арестован в августе 2011 года[7]. Его сайт ранее критиковался правительством Азербайджана, которые попытались осудить его за «деятельность, враждебную для страны», но обвинения рассыпались[6]. После этого ему инкриминировали хранение наркотиков и оружия, которые у него якобы были найдены. По словам Байрамова, они были подброшены ему.
- Талех Хасмамедов был арестован в ноябре 2011 года вскоре после публикации статьи где он обвинял местную полицию в сотрудничестве с наркоторговцами. Вскоре он был приговорён к четырём годам лишения свободы за хулиганство[8].
- В феврале 2012 года полиция арестовала журналиста иранского телевидения Анара Байрамлы, по обвинению в хранении героина. Обвинение было описано несколькими организациями по правам человека, как сфабрикованное по политическим мотивам[9][10].

Во Всемирном индексе свободы прессы за 2011 год Азербайджан занял 162-е место из 179. Стабильно падая ежегодно в рейтинге, начиная с 2002 года (101-е место).
По мнению Института свободы и безопасности репортеров (ИСБР) в Азербайджане тотальное нарушение свободы слова и с начала 2013 года власти страны оказывают давление на журналистов.
Группа международных наблюдателей ОБСЕ отметила: «Президентские выборы, прошедшие 9 октября в Азербайджане, были осложнены ограничениями на свободу слова, собраний и организаций, что не обеспечило равные условия состязательности для кандидатов».
Азербайджан не попал в список «свободных стран» по рейтингу ежегодного обзора свободы прессы организации Freedom House (рейтинг 79 из 100)
25 сентября 2012 года глава миссии ЕС Ролан Кобиа на Международной конференции заявил, что «увидел много положительных действий со стороны правительства Азербайджана в направлении свободы слова».

## Академическая свобода и система образования
Как отмечает «Freedom House» в своем отчете, правительство Азербайджана оказало влияние оказала политическое влияние на содержание образования, которое, как правило, прославляет военное руководство президента Алиева и содержит негативные и дискриминационные ссылки на армян. В свою очередь академическая свобода в стране серьезно ограничена, имеются сообщения об увольнении или аресте преподавателей по сфабрикованным обвинениям в отместку за предполагаемое политическое инакомыслие. Студенческие объединения также контролируются с автоматической регистрацией членов и наличием информаторов, которые сообщают о политически активных студентах. Финансирование образования не свободно от политических манипуляций, и сотрудники школ, по всей вероятности играют роль в подтасовке бюллетеней и другой коррупции, связанной с выборами.